# 쿠차
쿠차(위구르어: كۇچار, 중국어 간체자: 库车, 정체자: 庫車, 屈支 ,屈茨, 丘玆, 중국어 간체자: 龟兹, 정체자: 龜玆) 또는 구자국(龜玆國)은 오늘날 쿠차 현에 위치하던 도시국가이다. 인도, 페르시아 제국, 박트리아와 실크로드 교역국들의 갈림길이었다.

## 역사
한서에 따르면 쿠차는 현재 위구르 자치구의 지역에 존재하며 사막이기 때문에 인구는 항상 희박하여 4만명 정도이며 2만 명이 무기를 지닐 수가 있었다고 전해진다. 쿠차는 원래 토하라인들이 살았으나 인도의 영향을 크게 받아 인도화되었고 이후 대부분의 토하라인들이 인도 북부로 이주하고 나서 튀르크인들이 들어와 튀르크인들이 살게 되었다. 얼마안가 토번에 의해 당나라가 공격당하고 안서도호부는 점령당하고 쿠차는 토번의 영토가 된다. 그리하여 당나라는 실크로드를 통한 서역과의 무역이 불가능해졌다. 쿠차는 실크로드에서 서역북도(西域北道)의 중심도시로써의 역할을 담당했다. 신라의 고승 혜초도 이곳을 지나면서 기록을 남겼다.

## 민족
인도유럽어족의 일종인 토하라어파를 사용하는 토하라인들이 대다수를 차지하고 있었지만 돌궐의 휘하에 들어간 후에는 점차 튀르크화되었다.

## 음악
쿠차 음악(쿠차악)은 불교와 함께 동아시아에 매우 유행하였다. 특히 현악기인 류트는 중국의 비파로 알려지게 되었다. 쿠차의 악기는 고구려와 신라에도 전래되었다.

## 종교
불교는 1세기말까지는 쿠처에 도입되었다. 그러나 왕국이 불교 특히 시라바카야나 파와 마하야나 파의 중심이된 것은 3세기가 되고 나서였다. 이 때문에 그것은 마하야나 중심의 사막의 남측 호탄 왕국과는 달랐다.
중국의 진서에 따르면 3세기에 쿠차에는 수천개의 불탑과 사원이 있었다. 이때에 쿠차 승려들은 중국으로 여행하기 시작하였다.  4세기에는 불교가 왕국에 더욱 성장하였다. 왕국은 불교도의 수도원을 닮아갔다고 하는데 부처의 석상이 있었고 도시 주변에는 수도원이 많았다. 신라승 혜초는 이곳을 지나가며 왕오천축국전에서 쿠차에 대한 기록을 남겼다.

## 같이 보기
- 고선지
- 월지